# Charlotte av Schaumburg-Lippe

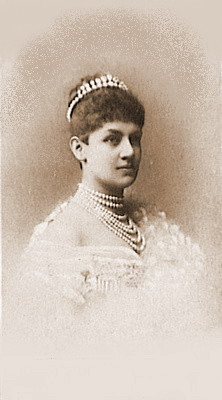
Drottning Charlotte av Württemberg

Charlotte av Schaumburg-Lippe, född 1864, död 1946, drottning av Württemberg. Dotter till Wilhelm Karl August av Schaumburg-Lippe och Bathildis av Anhalt-Dessau. Gift i Bückeburg 1886 med kung Vilhelm II av Württemberg i hans andra äktenskap. 
Charlotte var inte särskilt populär; hon visade sig sällan offentligt och lät maken klara av representationen själv. Hon intresserade sig för idrott, jakt och för feminismen och stödde flera projekt för yrkesarbete för kvinnor.  
Hon levde efter monarkins avskaffande ett stilla liv på slottet Bebenhausen. Hon var vid sin död den sista överlevande drottningen från något av de fyra tyska kungadömena.